# Camponotus iridis
Camponotus iridis é uma espécie de inseto do gênero Camponotus, pertencente à família Formicidae.